# رشته‌کوه آنیوی
رشته‌کوه آنیوی (روسی: Анюйский хребет) یک رشته‌کوه در ناحیه خودگردان چوکوتکای کشور روسیه است.